# 匈牙利人民共和国
匈牙利人民共和国（匈牙利語：Magyar Népköztársaság）为1949年到1989年间在匈牙利历史上存在的一个社会主义政权。由匈牙利勞動人民黨及其改組而来的匈牙利社會主義工人黨一党执政。根据1944年的雅尔塔会议，温斯顿·丘吉尔和约瑟夫·斯大林商定匈牙利战后纳入苏联的势力。1946年匈牙利建立匈牙利第二共和国，在苏联的支持下匈牙利共产党逐步掌控匈牙利政权，并排挤驱逐其他非共产主义党派。1948年6月，匈牙利共产党与匈牙利社会民主党合并为匈牙利劳动人民党，1949年，匈牙利劳动人民党修订新宪法。改国名为匈牙利人民共和国，正式建立一党制政权。匈牙利人民共和国的内政很大程度上受到苏联的控制。1956年，因不满政治高压和经济衰退爆发的1956年匈牙利革命，最终因苏联出兵镇压而平息。卡达尔·亚诺什执政后推行古拉什共产主义，放松政府控制，进行经济改革，卡达尔·亚诺什执政时期匈牙利经济增长迅速，居民生活水平居社会主义国家前列，被誉为东欧“消费者的天堂”。受1973年石油危机影响匈牙利再次陷入经济危机。1989年因东欧剧变，匈牙利社会主义工人党放弃社会主义制度，实行多党政治，修改宪法，改国名为“匈牙利共和国”，匈牙利人民共和国终结。

## 历史
- 1940年11月，攝政王霍尔蒂領導的匈牙利王國在德國及意大利幫助下獲得羅馬尼亞及捷克斯洛伐克領土後加入軸心國，和德國、意大利及日本等法西斯國家结盟。
- 1944年3月，霍尔蒂因密謀退出軸心國被德國軟禁，德軍攻占匈牙利全境，並让極右箭十字党取代霍尔蒂。
- 1945年2月13日，蘇聯在布達佩斯圍城戰後佔領布達佩斯，殲滅支援的納粹德軍，匈牙利王国的法西斯政權投降，戰後蘇聯開始在匈牙利組織社會主義政權。
- 1946年，原匈牙利王国宣布废除帝制，建立匈牙利共和国（第二共和国）。
- 1949年8月20日，修改宪法，改国名为匈牙利人民共和国。
- 1956年10月23日，匈牙利首都布达佩斯 爆发革命。先由纳吉·伊姆雷出任总理，后由苏军介入。11月3日，以卡达尔·亚诺什为总理的“工农革命政府”成立。
- 1958年6月，纳吉因叛国罪被处死。此后，由匈牙利社会主义工人党（社工党）执政。
- 1989年，社工党决定实行多党制并重新评估纳吉和1956年匈牙利革命。5月，卡达尔被免去党主席和中央委员职务。10月，社工党改名为“匈牙利社会党”，国名改回“匈牙利共和国”（第三共和国），并放弃社会主义制度。
- 1990年，匈牙利举行大选，匈牙利社会党在选举中落败，失去执政党地位。

## 政治

### 政治领袖

#### 最高领导人
| #                                                   | 姓名                                                | 肖像                                                | 生-卒                                               | 任期起始                                            | 任期结束                                            | 兼任职务                                            |
| 匈牙利劳动人民党第一书记 匈牙利社会主义工人党总书记 | 匈牙利劳动人民党第一书记 匈牙利社会主义工人党总书记 | 匈牙利劳动人民党第一书记 匈牙利社会主义工人党总书记 | 匈牙利劳动人民党第一书记 匈牙利社会主义工人党总书记 | 匈牙利劳动人民党第一书记 匈牙利社会主义工人党总书记 | 匈牙利劳动人民党第一书记 匈牙利社会主义工人党总书记 | 匈牙利劳动人民党第一书记 匈牙利社会主义工人党总书记 |
| --------------------------------------------------- | --------------------------------------------------- | --------------------------------------------------- | --------------------------------------------------- | --------------------------------------------------- | --------------------------------------------------- | --------------------------------------------------- |
| 1                                                   | 拉科西·马加什 (Mátyás Rákosi)                       |                                                     | 1892–1971                                           | 1945年2月                                           | 1956年7月18日                                       | 部长会议主席(1952–1953)                             |
| 2                                                   | 格罗·埃诺 (Ernő Gerő)                               |                                                     | 1898–1980                                           | 1956年7月21日                                       | 1956年10月25日                                      |                                                     |
| 3                                                   | 卡达尔·亚诺什 (János Kádár)                         |                                                     | 1912–1989                                           | 1956年10月25日                                      | 1988年5月22日                                       | 部长会议主席(1956–1958) 部长会议主席(1961–1965)     |
| 4                                                   | 格罗斯·卡罗伊 (Károly Grósz)                        |                                                     | 1930–1996                                           | 1988年5月22日                                       | 1989年10月7日                                       | 部长会议主席(1987–1988)                             |

#### 国家元首
政党
  匈牙利劳动人民党-匈牙利社会主义工人党   独立人士
| 序号 | 照片 | 姓名                     | 上任日期      | 离任日期       | 政党                 | 备注             |
| ---- | ---- | ------------------------ | ------------- | -------------- | -------------------- | ---------------- |
| 1    |      | 萨卡希奇·阿尔帕德        | 1949年8月23日 | 1950年4月26日  | 匈牙利劳动人民党     | 共和国主席团主席 |
| 2    |      | 罗纳伊·桑多尔            | 1950年4月26日 | 1952年8月14日  | 匈牙利劳动人民党     | 共和国主席团主席 |
| 3    |      | 道比·伊什特万            | 1952年8月14日 | 1967年8月13日  | 匈牙利社会主义工人党 | 共和国主席团主席 |
| 4    |      | 洛松齐·帕尔              | 1967年4月13日 | 1987年6月25日  | 匈牙利社会主义工人党 | 共和国主席团主席 |
| 5    |      | 内梅特·卡罗伊            | 1987年6月25日 | 1988年6月29日  | 匈牙利社会主义工人党 | 共和国主席团主席 |
| 6    |      | 施特劳乌布·费伦茨·布鲁诺 | 1988年6月29日 | 1989年10月18日 | 独立人士             | 共和国主席团主席 |

#### 政府首脑
- 道比·伊斯特万：1949年8月20日－1952年8月14日
- 拉科西·马加什：1952年8月14日－1953年7月4日
- 纳吉·伊姆雷：1953年7月4日－1955年4月18日
- 赫格居什·安德拉什：1955年4月18日－1956年10月24日
- 纳吉·伊姆雷（第2任）：1956年10月24日－1956年11月4日
- 卡达尔·亚诺什：1956年11月4日－1958年1月28日
- 明尼赫·费伦茨：1958年1月28日－1961年9月13日
- 卡达尔·亚诺什（第2任）：1961年9月13日－1965年6月30日
- 卡洛伊·久洛：1965年6月30日－1967年4月14日
- 福克·耶诺：1967年4月14日－1975年5月15日
- 拉扎尔·哲尔吉（György Lázár）：1975年5月15日－1987年6月25日
- 格罗斯·卡罗伊：1987年6月25日－1988年11月24日
- 内梅特·米克洛什：1988年11月24日－1990年10月23日

## 外部連結
- The CWIHP at the Woodrow Wilson Center for Scholars Collection on Hungary in the Cold War